# فواکینگ
فواکینگ (به لاتین: Fuqing) یک county-level city در جمهوری خلق چین است که در فوجو واقع شده‌است.